# 하인 (1963년 영화)
하인(Der Diener , The Servant )은 영국에서 제작된 조셉 로지 감독의 1963년 드라마 영화이다. 더크 보가드 등이 주연으로 출연하였고 조셉 로지 등이 제작에 참여하였다.

## 출연

### 주연
- 더크 보가드
- 사라 마일즈
- 웬디 크레이그
- 제임스 폭스

### 조연
- 캐서린 라시
- 리차드 버논
- 앤 퍼뱅크
- 도리스 녹스
- 패트릭 마지
- 해럴드 핀터
- 아런 오웬

## 제작진
- 원작자: 로빈 몽햄
- 미술: 리처드 맥도널드
- 의상: 베아트리스 도슨